# Какоба, Адгур Паатович
Адгур Паатович Какоба (абх. Адгәыр Какәаба; род. 24 ноября 1965, село Атара, Очамчирский район, Абхазская АССР) — абхазский филолог, политический и государственный деятель, с 15 октября 2014 по 19 июня 2020 года — министр образования и науки Республики Абхазия.

## Биография
В 1983 году окончил среднюю школу в родном селе. В 1984—1986 годах проходил службу в рядах Вооружённых сил СССР. В 1990 году окончил филологический факультет Абхазского государственного университета.
С 1990 года — старший преподаватель Абхазского государственного университета. Участник Отечественной войны народа Абхазии 1992—1993 годов. Кавалер ордена Леона. С 1997 года по настоящее время — старший научный сотрудник отдела фольклора Абхазского института гуманитарных исследований Академии Наук Абхазии. В 2011 году — заместитель директора Учебно-научного центра нартоведения и полевой фольклористики Абхазского государственного университета. В 2013 году — помощник ректора Абхазского государственного университета, доцент кафедры истории абхазской литературы, защитил диссертацию кандидата филологических наук.
C 15 октября 2014 года — указом президента Рауля Хаджимбы назначен министром образования и науки Республики Абхазия.
В 2018 году при формировании нового правительства Валерия Бганбы сохранил свой пост.
В 2020 году в связи с эпидемией коронавируса возглавил комплекс мероприятий по адаптации образования Абхазии к дистанционным технологиям.
Женат, имеет двоих детей.

## Награды
- Орден Леона
- Медаль «В ознаменование 10-летия Победы в Отечественной войне народа Южной Осетии» (21 августа 2018 года, Южная Осетия) — за вклад в развитие и укрепление дружественных отношений между народами Республики Южная Осетия и Республики Абхазия и в связи с празднованием 10-й годовщины признания Российской Федерацией Республики Южная Осетия в качестве суверенного и независимого государства[5]